# Régi budai városháza
A régi budai városháza egyemeletes barokk stílusú műemlék épület Budapest I. kerületében, a Szentháromság utca 2. szám alatt. Több mint 160 évig Buda városának, további 70 éven át a főváros I. kerületének közigazgatási központja volt, a 21. század első évtizedében nemzetközi kutatóintézet működött falai között.

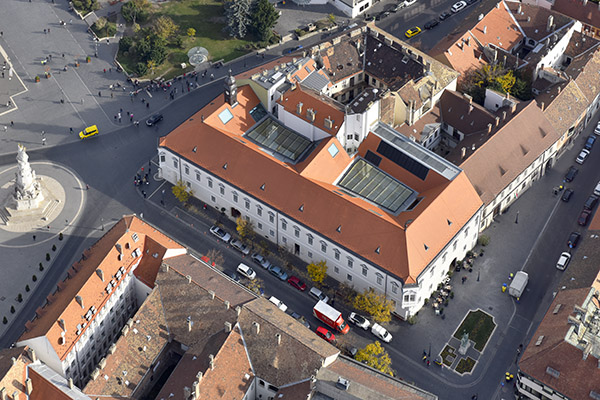
A régi budai városháza légi fotón

## Az épület fekvése, jellege
A budai Várnegyed egyik leglátogatottabb helyén, a volt polgárváros közepén áll. Három homlokzata közül a leghosszabb a Szentháromság utca vonalában húzódik, a nyugati az Úri utcára, a keleti a Tárnok utcára és a Szentháromság térre néz. Az egyszerű vonalvezetésű, egységes stílusú épület két sarkán egy-egy előreugró, díszesen faragott kőkonzolokkal alátámasztott zárt erkély, a keleti szárny tetején kis harang- és óratorony látható. A Szentháromság térre néző sarkon a falba vágott mélyedésben Pallasz Athéné szobra áll, pajzsát Buda város címere díszíti.
Az épületnek két belső udvara van. A kapualjban középkori ülőfülkék maradványai láthatók, innen faragott kőkorláttal szegélyezett lépcső vezet fel az emeletre. Az emelet egyik központi helyiségének mennyezetét többalakos gazdag stukkódíszítés borítja.

## Történeti áttekintés
Buda 1686. évi visszafoglalása után a vár építményeinek nagy része elpusztult, házainak többsége romokban hevert. A Buda városházának szánt épületet kisebb középkori lakóházak maradványain 1702-ben (vagy már 1692-ben) kezdték építeni Venerio Ceresola itáliai építőmester vezetésével. (Ceresola alapította a budai kőművesek céhét, és ő építette a budai várban a Dísz tér 3. szám alatti házat is.) Kevéssel ezután a városházát tovább bővítették, és a budai magisztrátus 1710. június 6-án tartotta meg benne első ülését. 1714-ben Johann Hölbling az emeleten kis kápolnát épített. 1723-ban Budán tűzvész pusztított, a városháza is megsérült, de egy-két év alatt helyreállították.
Néhány évtizeddel később Nöpauer Máté tervei szerint és irányításával az épületet kibővítették: ekkor készült a napjainkban is látható díszes rokokó lépcsőház, 1770–1774 között pedig a nyugati, Úri utcai szárny emeleti része. Az itteni sarokerkély a korábban készült keleti erkély mása, csak faragott díszítése különbözik attól. Lényegében ezzel a bővítéssel fejeződött be a városháza építése, alakult ki mai formája. Az emeleti kápolnát 1785-ben II. József bezáratta, 1824-ben ismét megnyitották, majd 1851-ben végleg megszüntették, a kápolna kis harangtornya azonban a helyén maradt.
Budapest ostroma idején, 1945-ben az egykori városháza súlyosan megrongálódott, tetőzete beszakadt, nyugati szárnya leomlott. A teljes helyreállítás során (1950–1952) többek között új kapuszárnyakat készítettek, restaurálták, illetve részben újrafaragták a leomlott nyugati sarokerkélyt és az ablakok kőkereteit.
A régi pesti városháza lebontása (1900) után ennek az épületnek az aulájában helyezték el az egykor a pesti közigazgatási épületének főpárkányzatát díszítő allegorikus kőszobrok közül a négy, egy-egy erényt ábrázolót.

## Az épület gazdái, használata
Felépítésétől fogva Pest, Buda és Óbuda 1873-ban történt egyesítéséig az épület gazdája a budai magisztrátus volt. 1944-ig a főváros I. kerületének elöljárósága működött falai között, eközben a régi berendezés java részének nyoma veszett. Közvetlenül a háború után a még teljesen helyre sem állított épületet múzeumnak jelölték ki, és a (mai nevén) Budapesti Történeti Múzeum középkori osztálya kapta meg, itt nyílt meg később a Vármúzeum. Miután azt a várpalotába költöztették át, a hajdani városháza a Magyar Tudományos Akadémia Nyelvtudományi Intézetéé lett. 1992-től 2011. szeptember 30-áig egy felsőfokú, doktorális és posztdoktorális szintű tanulmányok folytatására létrehozott nemzetközi intézmény, a Collegium Budapest használatában volt. 2014-ben az épület a Magyar Nemzeti Bank által működtetett alapítvány tulajdonába került, jelenleg a 
Pallas Athéné Domus Sapientiae Alapítvány működik benne.

## Galéria

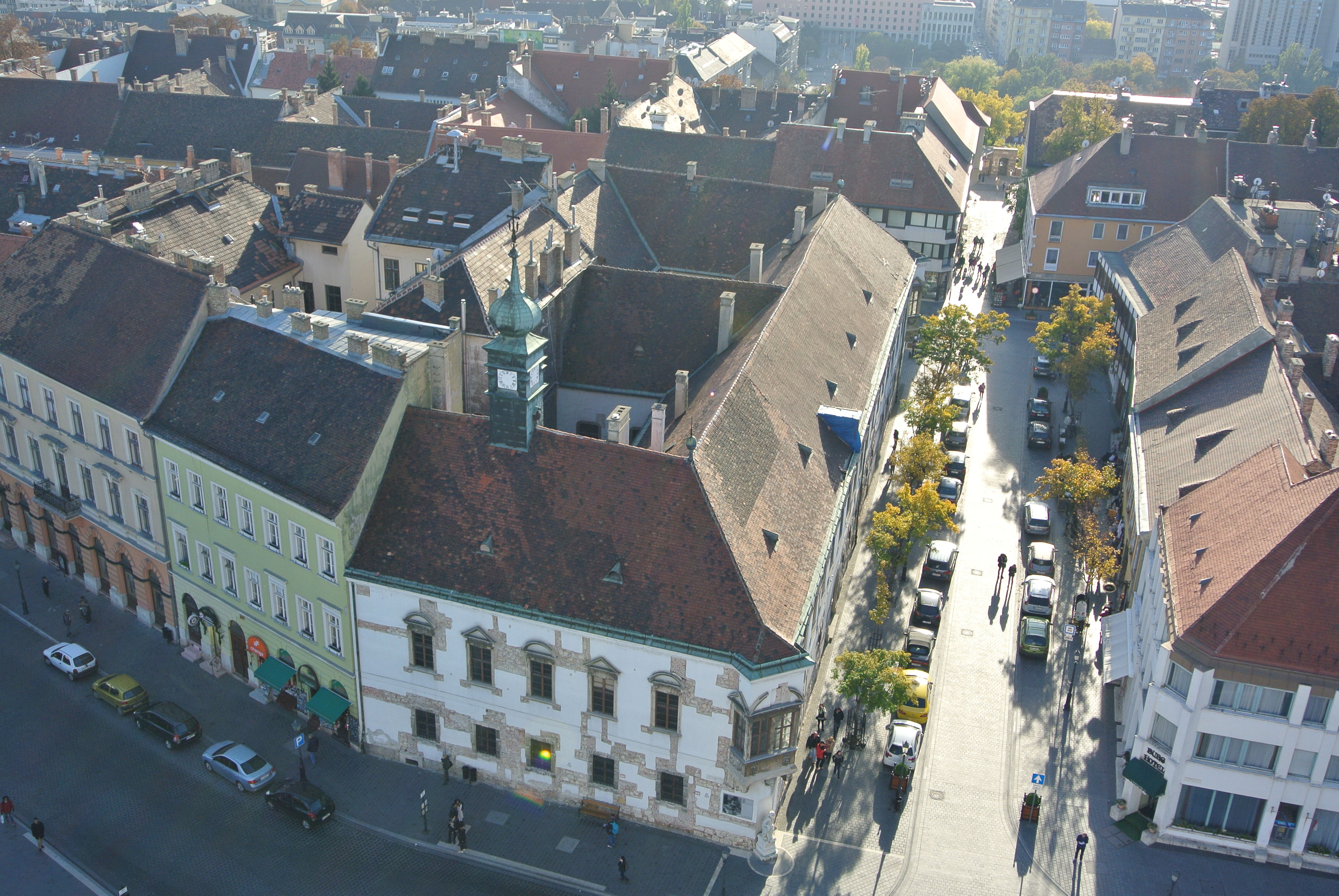
A régi budai városháza
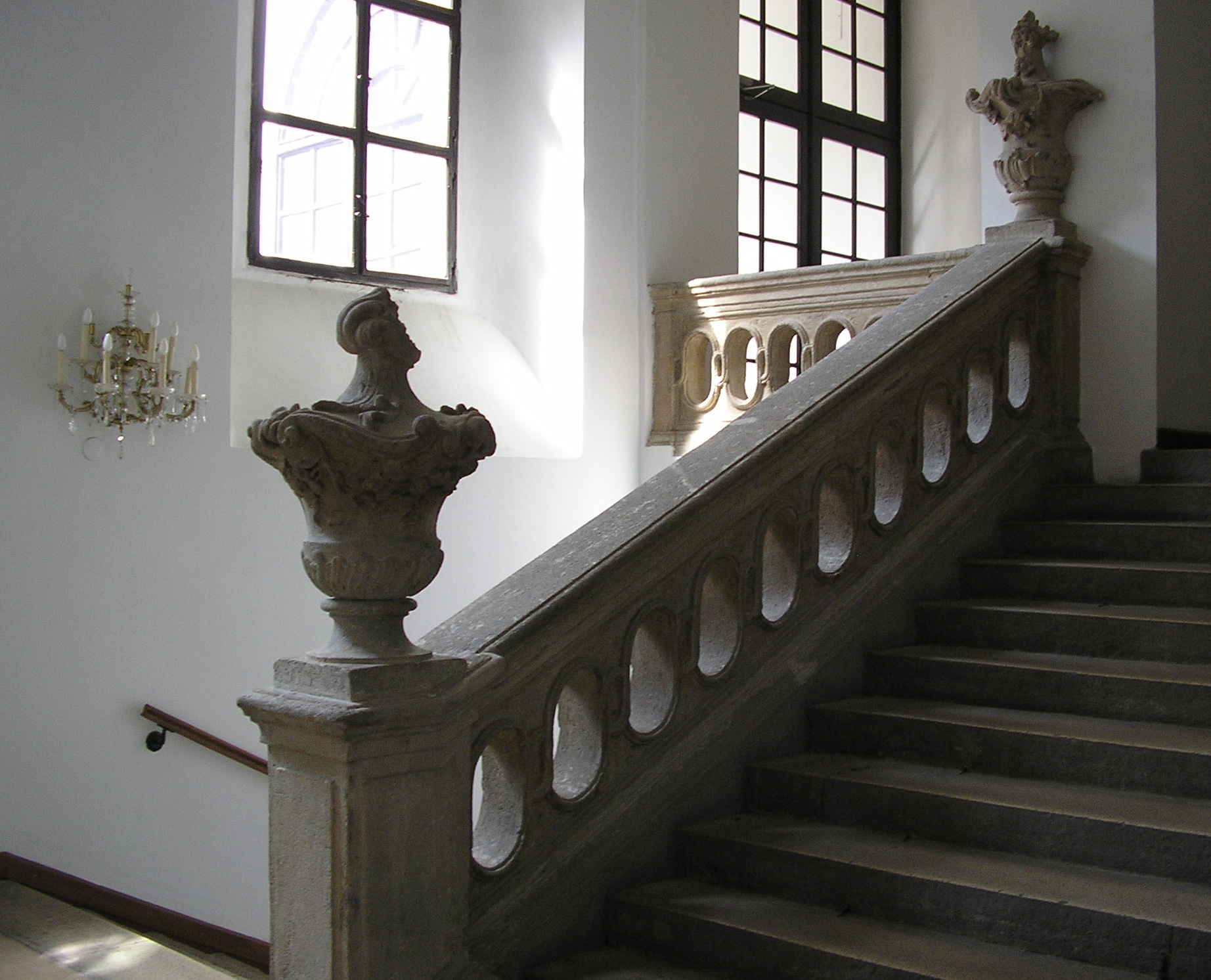
A lépcsőház részlete
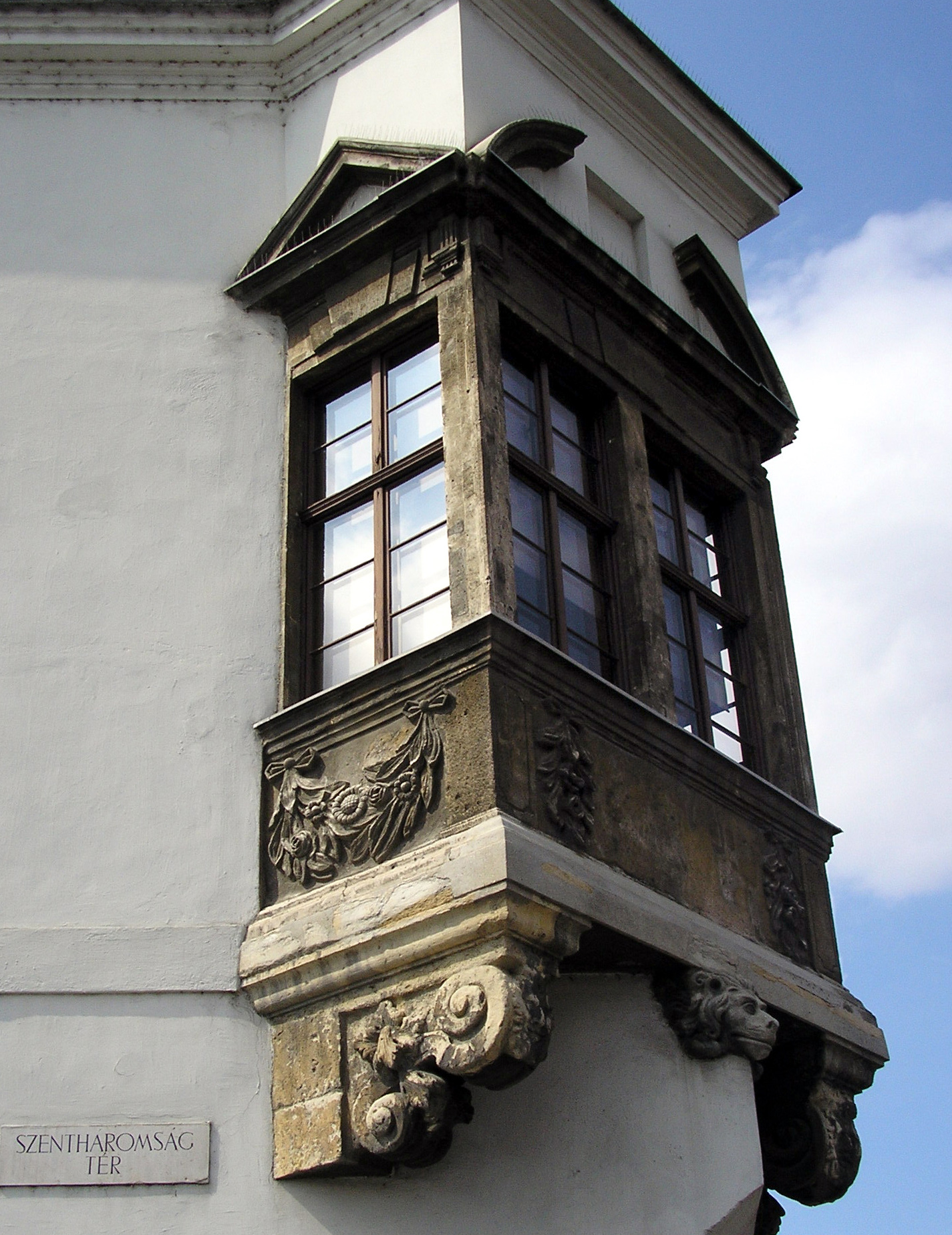
Sarokerkély a Szentháromság térnél
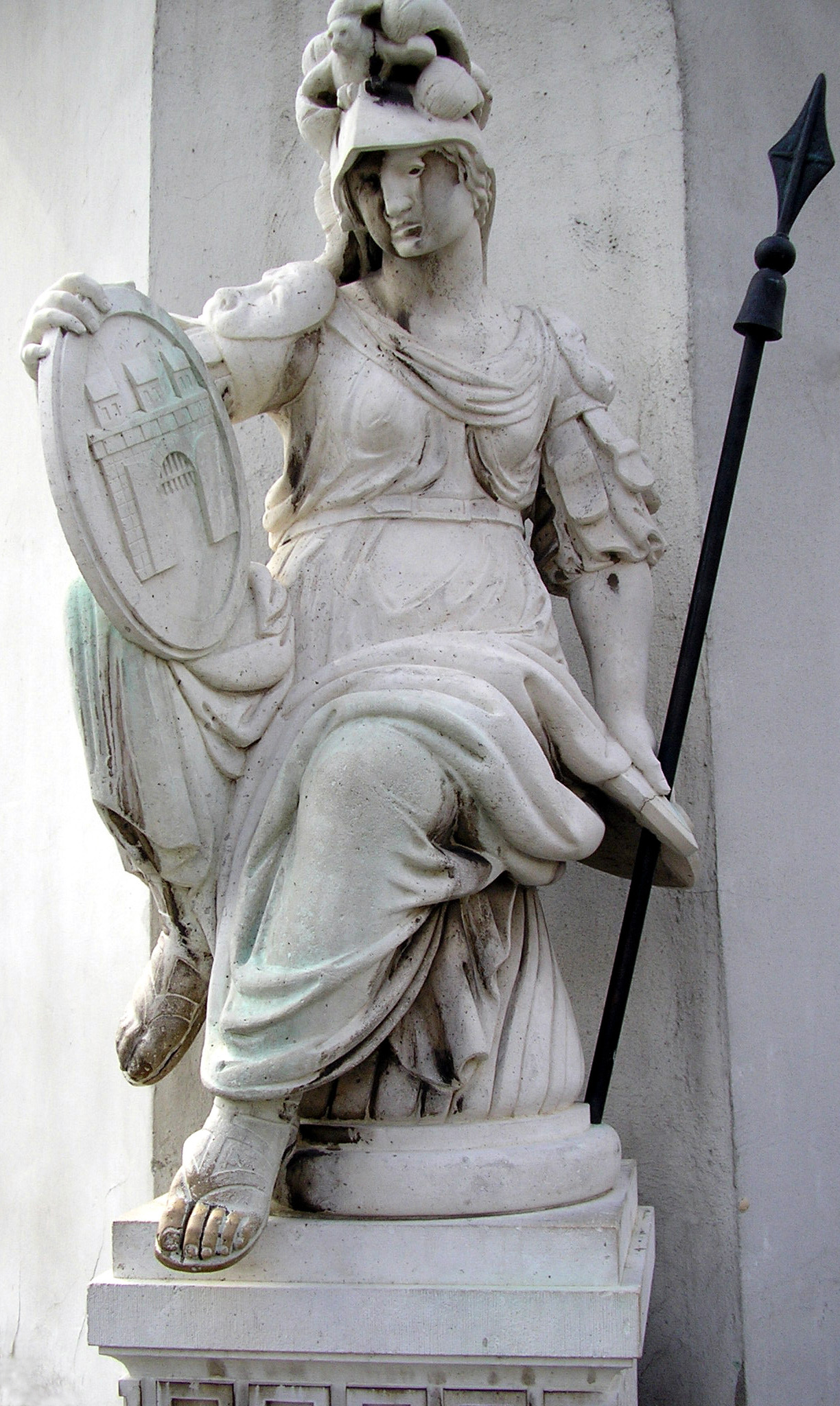
Pallasz Athéné szobra
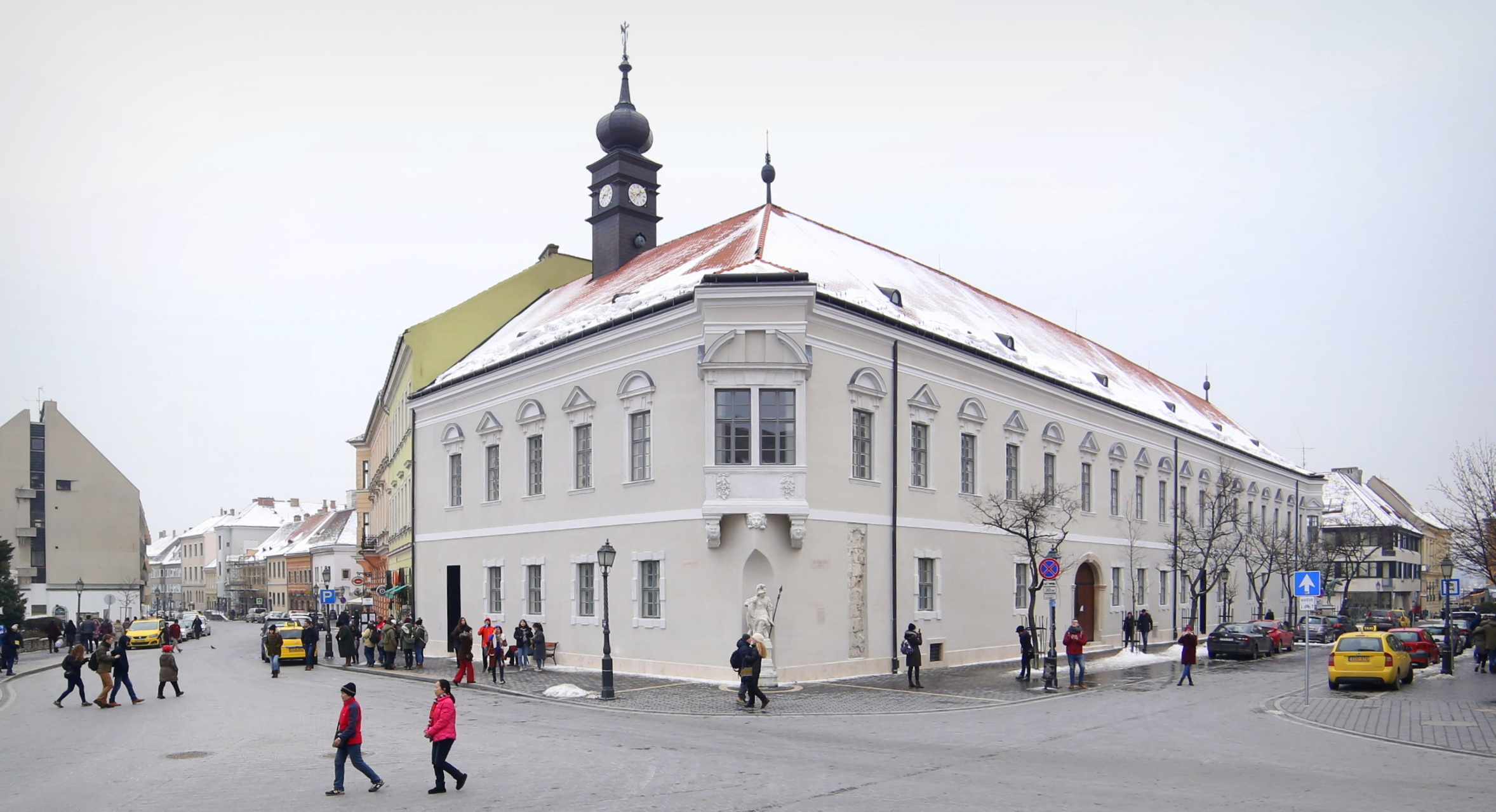
A 2017-es felújítás után